# Casa Scaccabarozzi
Casa Scaccabarozzi, comunemente nota ai torinesi come Fetta di polenta (Fëtta 'd polenta in piemontese), è un edificio storico di Torino situato nel quartiere Borgo Vanchiglia, all'angolo tra corso San Maurizio e via Giulia di Barolo; in passato fu nota anche come «Casa luna» e «la spada».
La sua particolarità e l'origine del suo soprannome risiedono nel suo color giallo ocra e soprattutto nella singolare pianta trapezoidale e molto sottile dell'edificio, simile a una "fetta di polenta" appunto, e che fa sì che uno dei prospetti laterali misuri appena cinquantaquattro centimetri.
Progettata da Alessandro Antonelli, il nome ufficiale deriva dal cognome della moglie dell'architetto, Francesca Scaccabarozzi, nobildonna originaria di Cremona. La coppia visse nell'edificio soltanto per pochi anni, per trasferirsi poi nell'edificio adiacente, sempre di progettazione antonelliana, di via Vanchiglia 9, angolo corso San Maurizio.

## Storia

Una fotografia della Fetta di polenta negli anni trenta

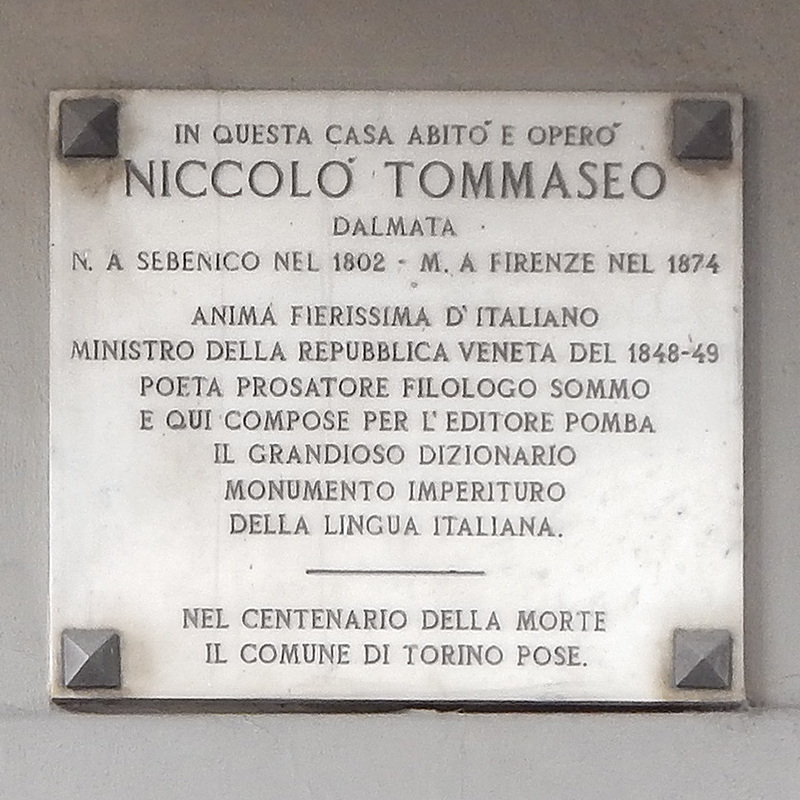
La lapide dedicata alla memoria di Niccolò Tommaseo posta sopra l'ingresso

Intorno al 1840 fu edificato, per volere dei marchesi di Barolo, il sobborgo un tempo noto come il quartiere del moschino, coincidente con l'attuale quartiere Vanchiglia, per via dei numerosi insetti dovuti alle vicinanze dei fiumi Po, e Dora Riparia.
Le costruzioni furono realizzate dalla Società Costruttori di Vanchiglia, alla quale si aggregò l'architetto Antonelli, futuro autore della vicina Mole Antonelliana. Egli progettò anche altri edifici residenziali nel quartiere, compresa la sua residenza di via Vanchiglia 9, angolo corso San Maurizio, riconoscibile per essere l'unico edificio con i portici del corso.
Come compenso per i lavori gli fu ceduto anche il piccolo terreno sull'angolo sinistro di Via dei Macelli, coincidente con l'attuale via Giulia di Barolo, tuttavia di esigua area. Fallite le trattative per acquistare il terreno confinante, forse per scommessa o forse per sfida, decise quindi di progettare un edificio da reddito con un appartamento per ciascun piano, malgrado l'esiguo spazio a disposizione e recuperando in altezza ciò che non poteva sfruttare in larghezza.
L'edificio venne costruito in più fasi: nel 1840 vennero realizzati i primi quattro piani e, in un secondo tempo, ne vennero aggiunti altri due; nel 1881, come ulteriore dimostrazione di destrezza tecnica, venne aggiunto l'attuale ultimo piano.
Vinta la sfida, Antonelli donò l'edificio a sua moglie, intitolandolo a lei. Ormai divenuto il simbolo del quartiere, l'edificio, che per l'epoca si opponeva alle regole classiche in fatto di costruzioni, si guadagnò presto il soprannome di "fetta di polenta" in virtù dell'inconsueta planimetria trapezoidale e per il prevalente colore giallo. Inoltre divenne noto anche per ospitare al pian terreno il Caffè del Progresso, storico ritrovo torinese di carbonari e rivoluzionari.
Per fugare i dubbi sulla sua stabilità e per sfidare chi sosteneva che l'edificio sarebbe crollato, Antonelli vi si trasferì per qualche anno ad abitarci con la moglie. A ulteriore smentita di questa comune diceria contribuì anche la capacità di resistere indenne all'esplosione della regia polveriera di Borgo Dora, avvenuta il 24 aprile 1852, che lesionò gravemente molti edifici della zona. Inoltre, successivamente, resistette anche al sisma del 23 febbraio 1887, che danneggiò parte del quartiere; infine fu risparmiato dai bombardamenti della Seconda guerra mondiale che colpirono duramente gli isolati circostanti.

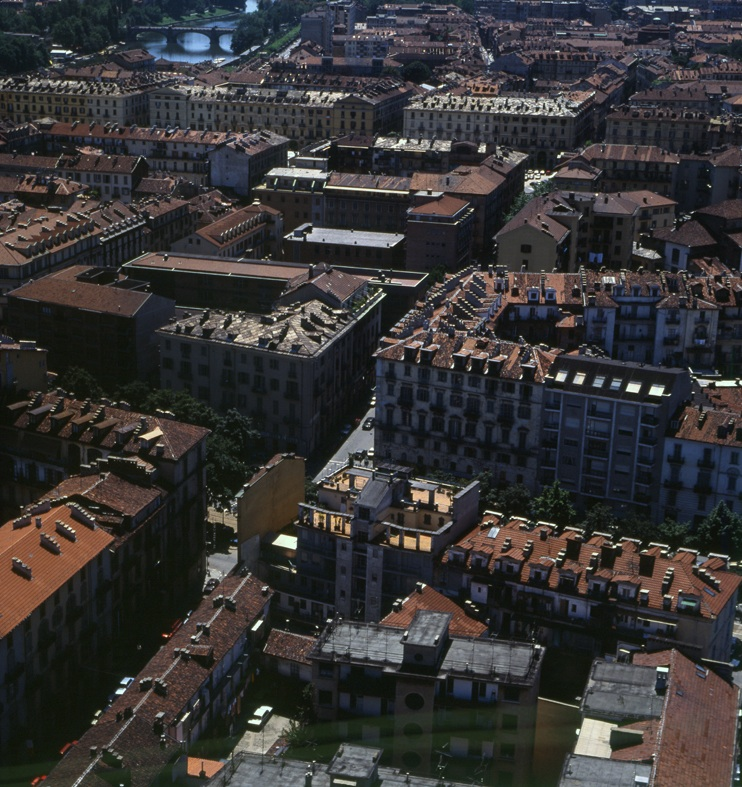
Immagine aerea della parete cieca

Nel 1974, in occasione del centenario della morte di Niccolò Tommaseo, il Comune di Torino pose una lapide in memoria del suo soggiorno nell'edificio nel 1859. Tra il 1979 e il 1982 l'edificio fu oggetto di un primo importante restauro e di una particolare decorazione dei suoi interni a opera dell'architetto e scenografo Renzo Mongiardino, che operò su tutti i nove piani dell'edificio, trasformandolo in un'unica unità abitativa.
Annoverato tra gli edifici tutelati dalla Soprintendenza per i Beni architettonici del Piemonte, nel marzo del 2005 l'edificio fu oggetto di un'asta giudiziale disposta dal Tribunale di Torino e venne definitivamente aggiudicato alla terza tornata d'asta nel gennaio del 2006. Tra l'estate del 2007 e la primavera del 2008 lo stabile è stato interessato da un globale intervento di ristrutturazione interna e da un attento restauro conservativo commissionato dalla nuova proprietà. Dal marzo 2008 al maggio 2013 ha cambiato destinazione d'uso, diventando il contenitore dei progetti della galleria Franco Noero, ritornando quindi allo stato di abitazione privata nell'estate del 2013, pur mantenendo al suo interno installazioni di arte contemporanea visitabili privatamente.

## Caratteristiche
Per comprendere ancor meglio la sfida che Antonelli si prefissò di vincere, basta osservare le dimensioni dei lati di questo curioso edificio a pianta trapezoidale: circa 16 metri su via Giulia di Barolo, 4,35 metri su corso San Maurizio e appena 54 centimetri di parete dalla parte opposta a quella del corso.

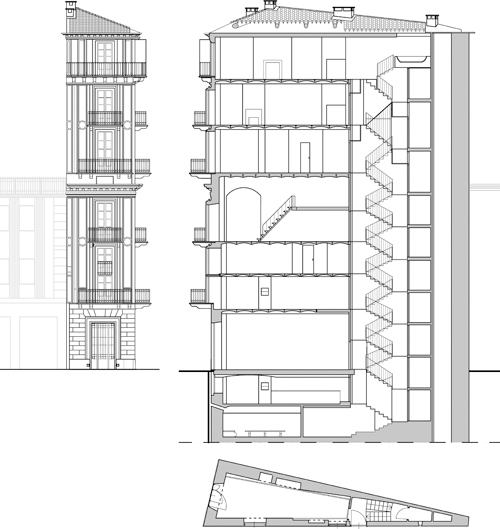
Prospetto, sezione e pianta

L'edificio, costruito interamente in pietra e mattoni, è composto complessivamente da 9 piani di altezze differenti, tutti collegati da una stretta scala a forbice in pietra, per un'altezza complessiva di 24 metri. Sette piani sono fuori terra, mentre due sono sotterranei ed è proprio la profondità delle fondamenta che conferisce all'edificio la sua stabilità. Nel lato di 54 centimetri, per ottimizzare al massimo lo spazio, Antonelli ha ricavato un cavedio per collocarvi il condotto della canna fumaria, parte delle condutture idriche e, originariamente, locali per i servizi igienici a tutti i piani, per ciascun appartamento; il prospetto retrostante, opposto a via Giulia di Barolo, è invece completamente privo di finestre mentre, osservandolo dal corso, l'edificio presenta una lieve pendenza verso la via attigua.
Antonelli dedicò particolare cura ai dettagli e dotò l'edificio di ampie finestre e numerosi balconi; essi sono aggettanti come i cornicioni e le finestre stesse appaiono come estroflesse. L'utilizzo di quest'espediente è una soluzione progettuale che Antonelli attuò per guadagnare il maggior spazio possibile all'interno dell'edificio. A causa delle strette rampe della scala, è impossibile condurre carichi ingombranti ai vari piani. A tal proposito, originariamente, per effettuare traslochi ed eventuali spostamenti venne installata una carrucola all'ultimo piano, ancora visibile da via Giulia di Barolo.
I prospetti principali sono caratterizzati da uno stile eclettico, con decorazioni neoclassiche e lesene con rilievi geometrici ripetuti a tutt'altezza. La vistosa cornice in corrispondenza del quarto piano svela la propria precedente funzione di cornicione sottotetto nella prima fase di elevazione dell'edificio; complessivamente sono presenti otto balconi e all'ultimo piano il ballatoio, che corre ininterrottamente lungo i prospetti delle facciate principali, è stato realizzato sulla base del cornicione del precedente tetto risalente alla seconda fase di elevazione. 

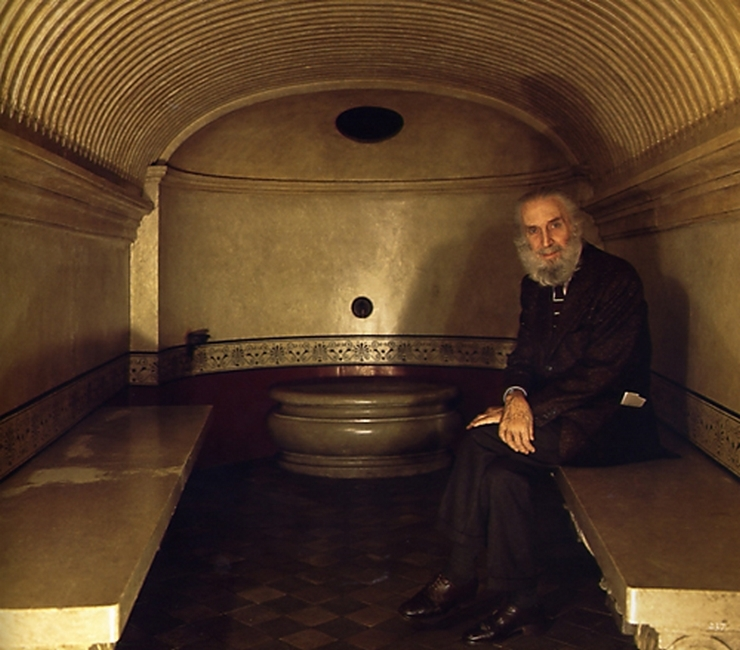
Renzo Mongiardino nel bagno turco della Fetta di Polenta, 1998

Fino all'importante intervento di decorazione degli interni operato dall'architetto Renzo Mongiardino nel 1979, l'edificio era suddiviso in singole unità immobiliari per ciascun piano. Fu proprio ad opera dell'architetto, amico dell'allora proprietario, che gli interni e gli arredi assunsero un aspetto omogeneo, donando all'abitazione una linearità e
organicità di per sé improbabili proprio in virtù delle sue caratteristiche fisiche. Lo stesso Mongiardino ammise che la sensazione finale fu quella di «abitare in una torre formata dalla sovrapposizione di molti vagoni ferroviari», autonomi ma sapientemente connessi.
Tra il 2007 e il 2008 gli interni sono stati radicalmente ristrutturati, esaltando e valorizzando tutti gli elementi architettonici originali del progetto antonelliano e mantenendo alcuni degli elementi decorativi di pregio realizzati da Mongiardino, tra cui la nicchia dell'ultimo piano, che ospita una singolare vasca da bagno in muratura rivestita a mosaico collocata in cima all'ultima rampa di scale, il bagno turco del secondo piano interrato, la bellissima cucina, la decorazione delle scale e altri accessori.
Contestualmente a questi ultimi lavori di ristrutturazione è stato eseguito anche un restauro conservativo conclusosi nel marzo 2008; nell'ottica di riconfigurare il disegno del prospetto originario affacciato su corso San Maurizio e di restituire l'accesso diretto al locale commerciale del piano stradale, è stato ripristinato il portone d'accesso che venne chiuso durante la ristrutturazione della fine degli anni settanta per ospitare una finestra.

## La Fetta di formaggio

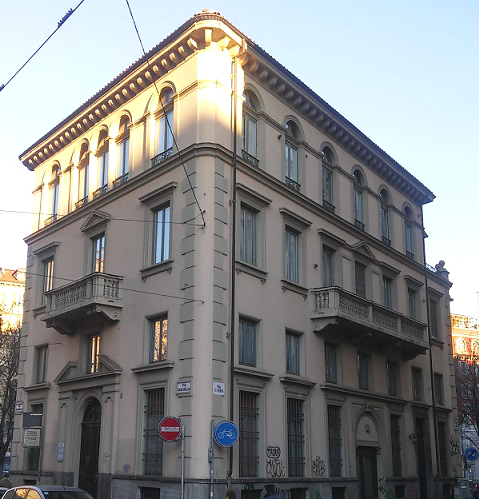
La Fetta di formaggio

Nei dintorni, al di là di corso San Maurizio, in via Vanchiglia 8 angolo via Verdi, si trova il casino Birago di Vische, anch'esso a pianta trapezoidale, sebbene meno accentuata. Per similitudine, viene soprannominato Fetta di formaggio e fu realizzato su progetto del 1847 a firma dall'architetto Reycend per il facoltoso marchese Birago. Alessandro Antonelli ne studiò qualche anno dopo la sopraelevazione, che però non verrà effettuata a sua firma, ma nel 1854 su progetto dell'architetto Trocelli...

## Galleria d'immagini

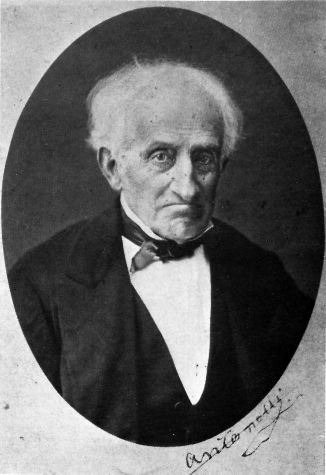
Alessandro Antonelli (Ghemme, 14 luglio 1798 – Torino, 18 ottobre 1888)
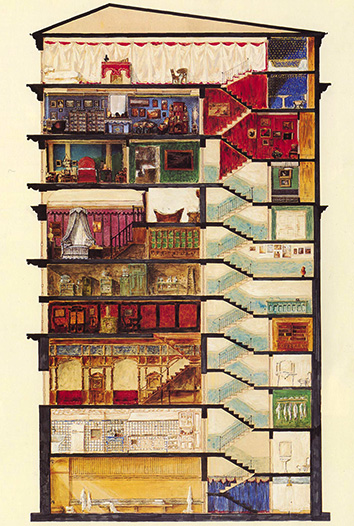
Renzo Mongiardino, schizzo e sezione per la progettazione degli interni, 1979
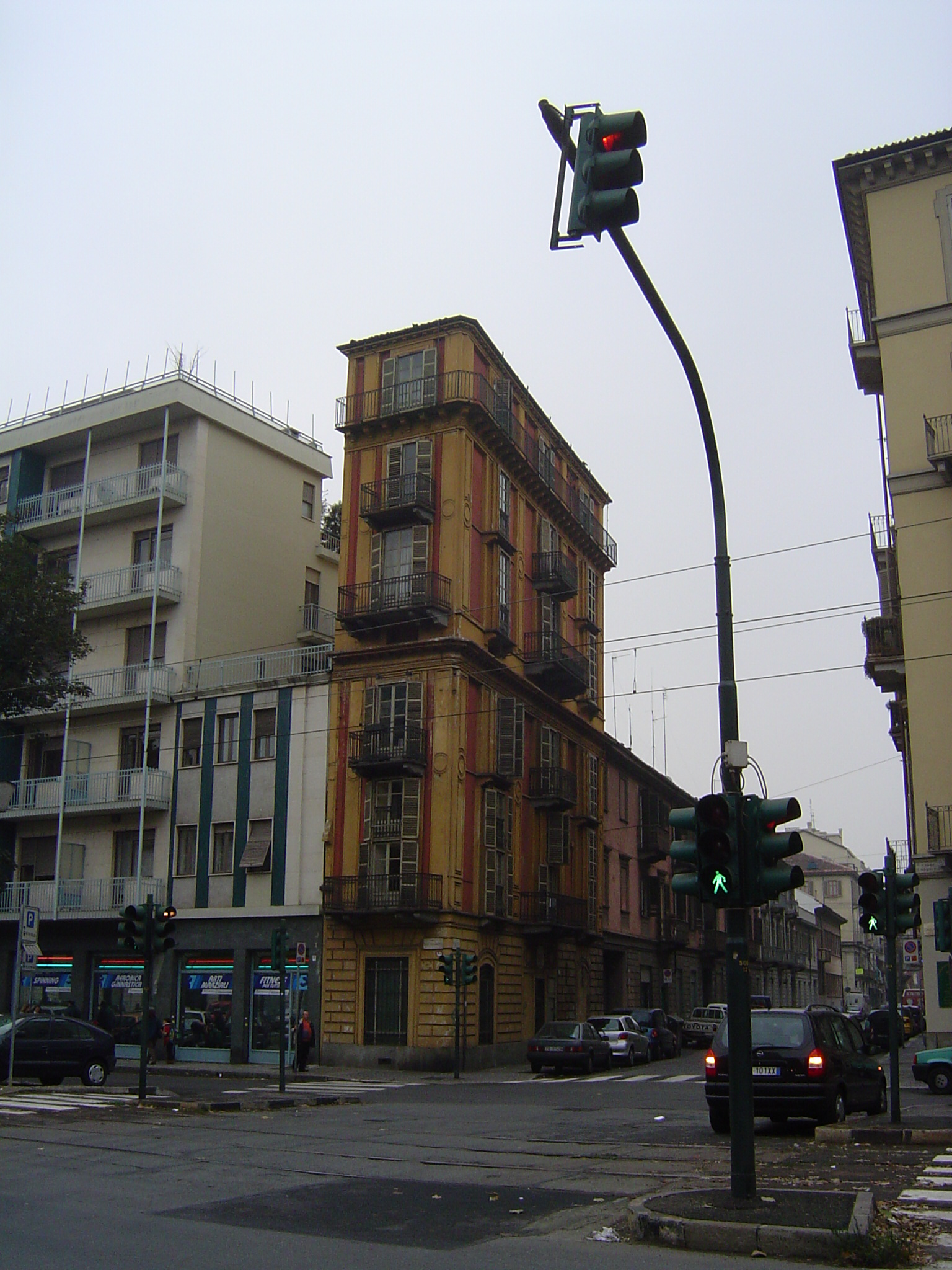
La Fetta di polenta vista da corso San Maurizio prima del restauro
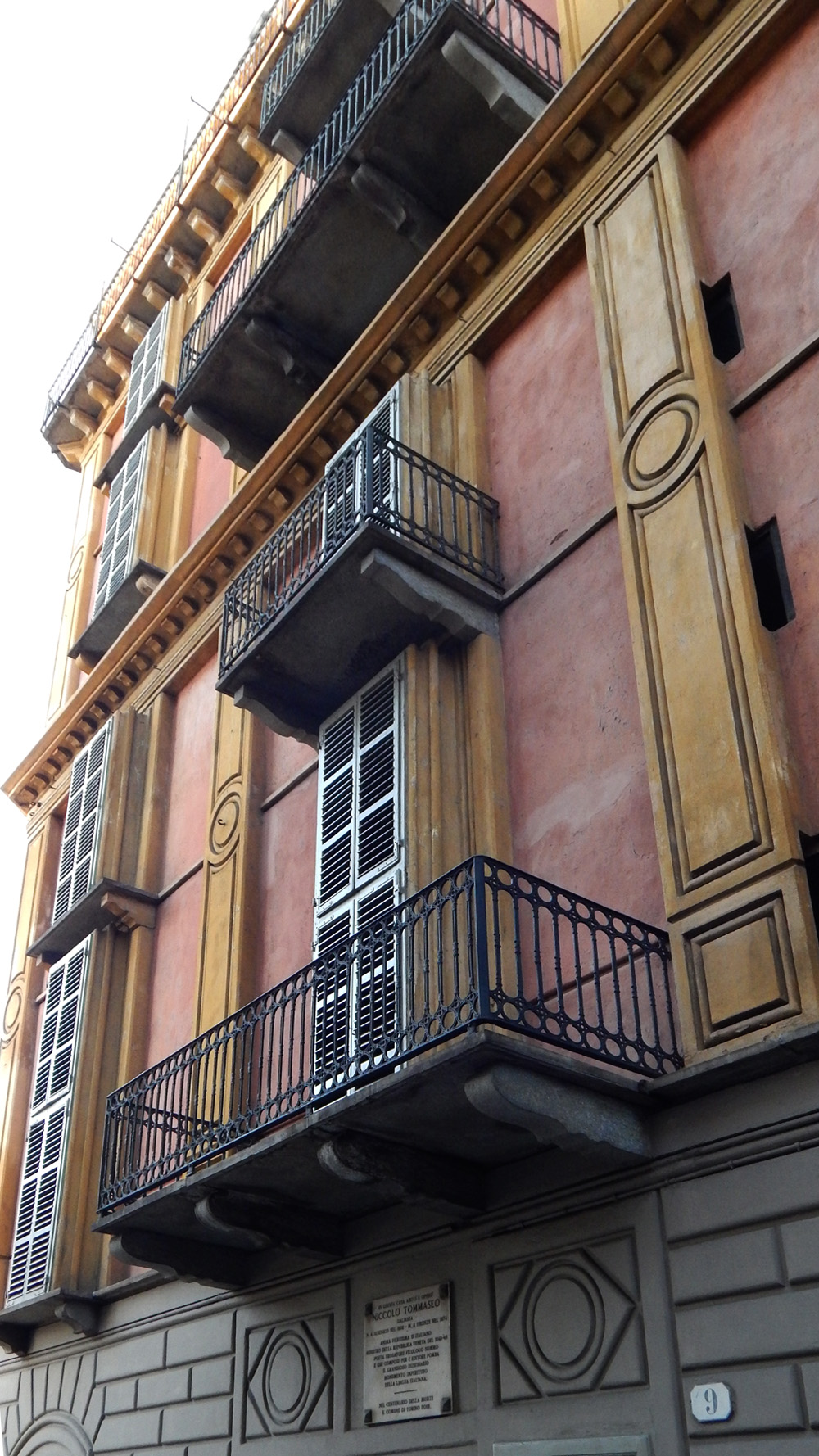
Dettaglio della facciata su via Giulia di Barolo con le particolari finestre aggettanti verso l'esterno
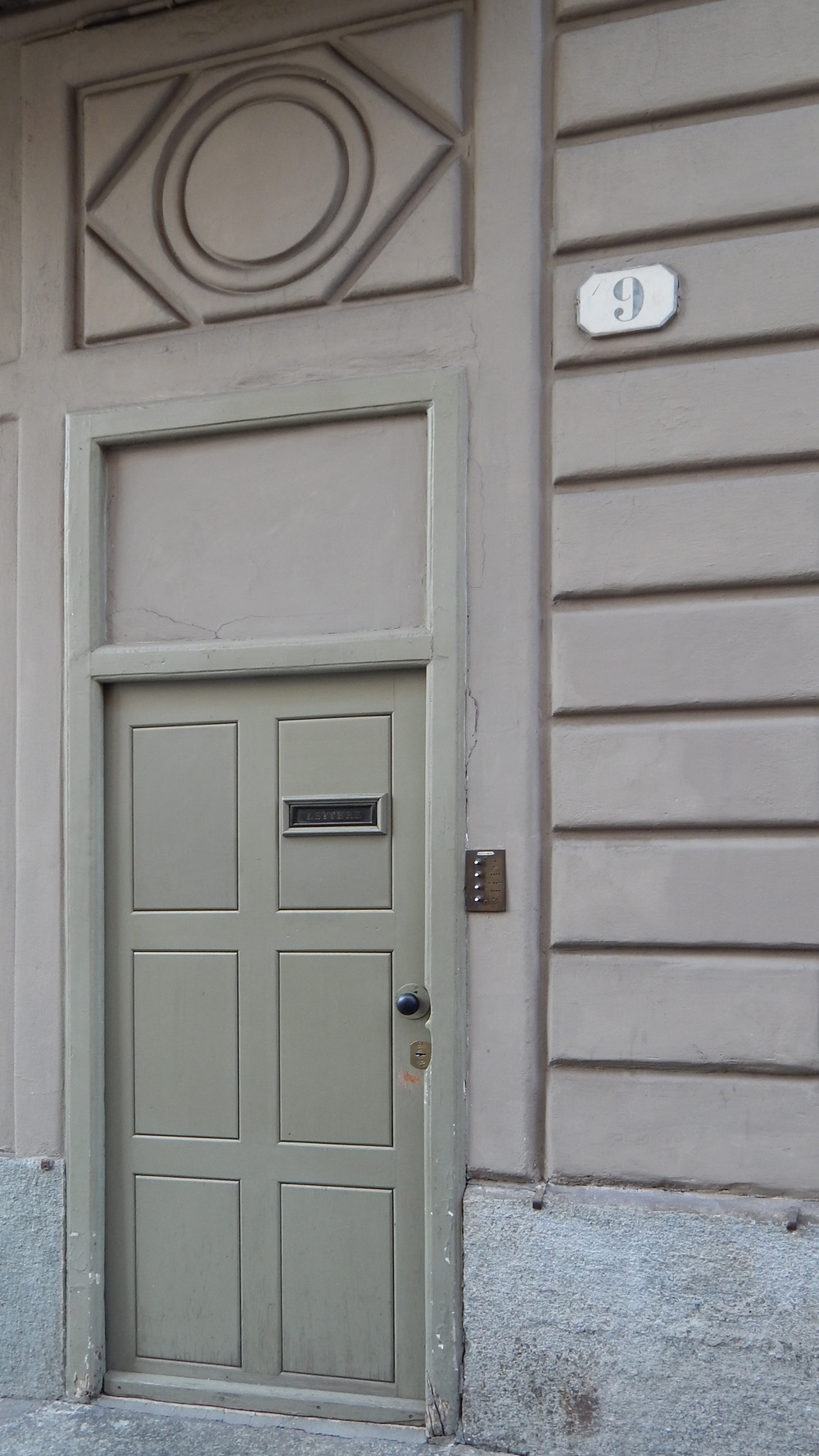
L'ingresso dello stabile in via Giulia di Barolo 9
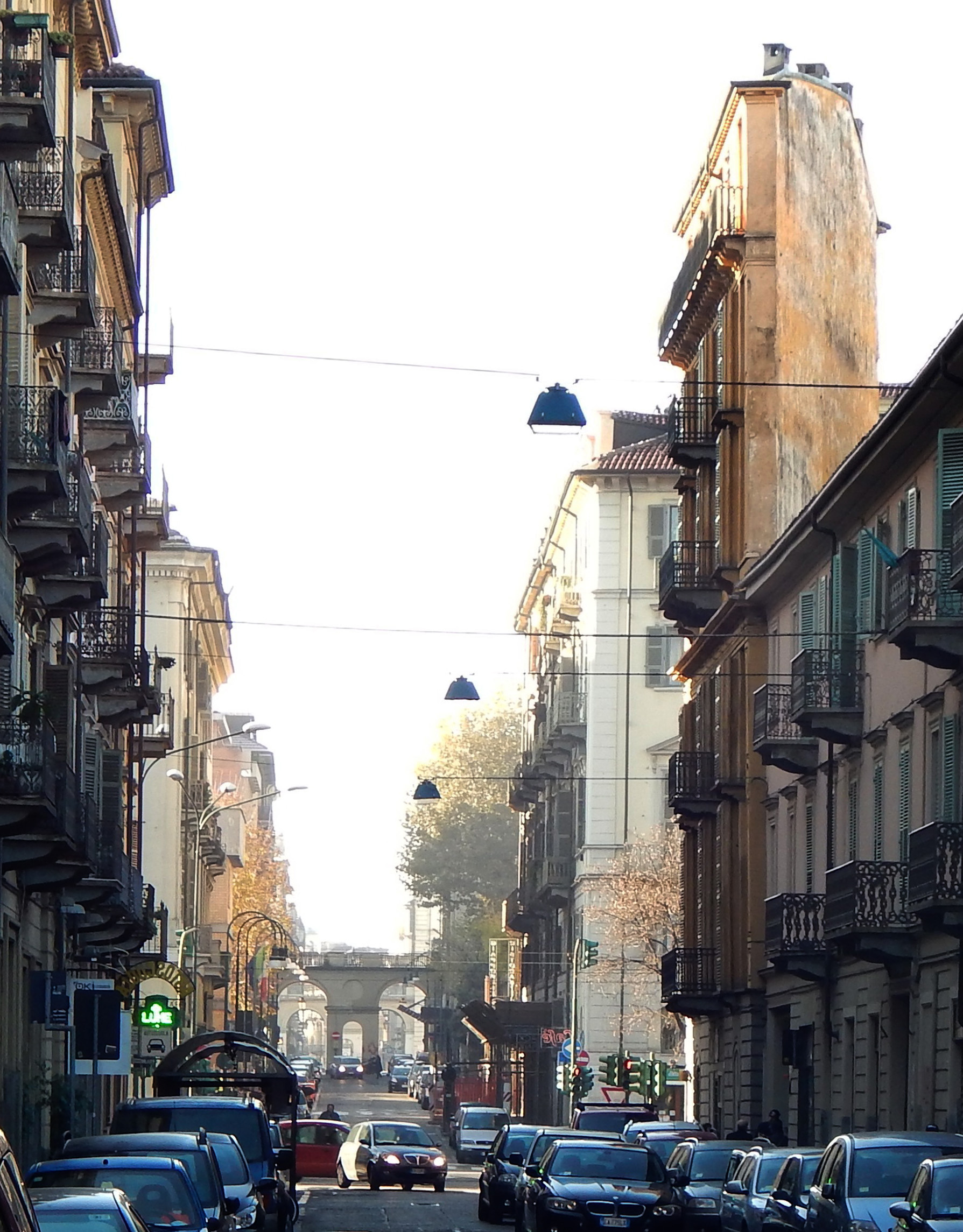
Una vista dell'esiguo prospetto laterale dal fondo della via
Una vista da corso San Maurizio con in primo piano l'abitazione di Antonelli e in lontananza la Fetta di polenta
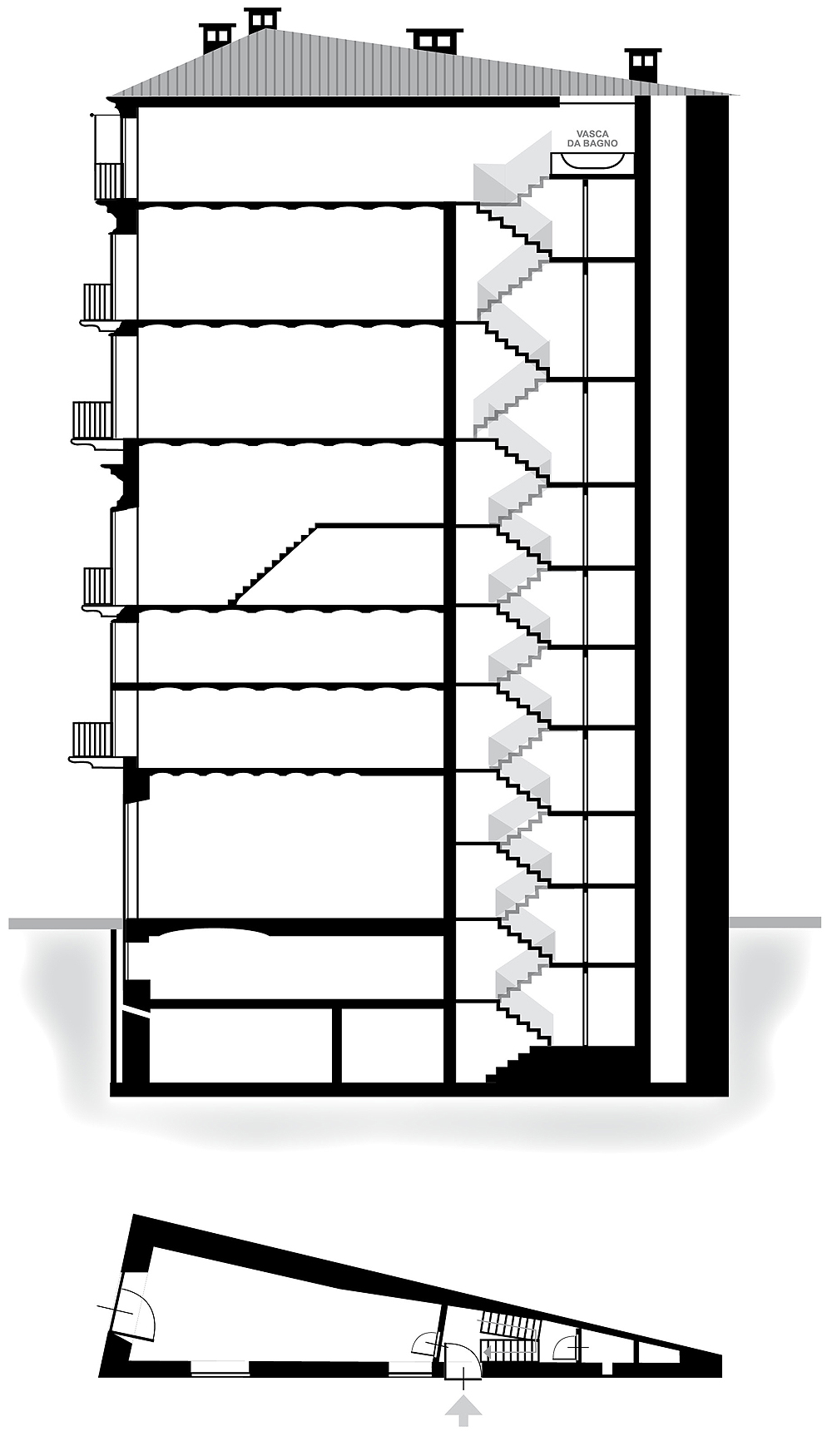
Sezione e pianta dell'edificio